# Educación conductiva
La educación conductiva (CE) es un sistema educativo basado en el trabajo del profesor húngaro András Pető. Fue desarrollado específicamente para niños y adultos con trastornos motores de origen neurológico como la parálisis cerebral. 
La CE se basa en la premisa de que una persona que tiene un trastorno motor a menudo también tiene un problema importante en el aprendizaje que requieren educación especial. En gran medida fue difundida por las familias de quienes la recibieron; y los estudios de investigación de su eficacia hasta ahora no han sido concluyentes.

## Orígenes de la educación conductiva
La educación conductiva tiene su origen en el  trabajo del profesor húngaro András Pető, que a través del Instituto Nacional de Terapia Motora le dio el marco a un modelo educativo en el que los niños con discapacidades podrían tener una educación que satisfaga las necesidades físicas e intelectuales de cada uno de ellos.  
La educación conductiva entró a la consciencia publica a mediados de los años 80, como resultado de dos documentales de televisión: "Standing Up For Joe" (1986) y "To Hungary with Love" (1987).

## Objetivos
El objetivo de la educación conductiva es ayudar a los niños con trastornos motores a maximizar su capacidad de realizar actividades de la vida diaria, como vestirse, comer y llevar a cabo tareas de cuidado personal. El programa también busca desarrollar al máximo su independencia en la escuela, la comunidad y fuerza laboral haciendo que requieran un equipo de adaptación mínimo o nulo. Este programa se dirige especialmente a niños menores de seis años para obtener el máximo impacto potencial.

## Fundamentos

### Visión holística
Cuando existen lesiones cerebrales que perjudican el desarrollo completo del niño, los profesionales de la educación conductiva prefieren un tratamiento que entienden al individuo como un todo unificado y buscan proporcionar una intervención global y holística. Holismo significa poner el énfasis en el funcionamiento del individuo en su totalidad, lo que incluye su desarrollo personal y como miembro de la organización social. De esta manera, el individuo es visto como un ser interdependiente, cohesivo e interconectado que actúa en varios niveles e interactúa con su entorno. Esta idea de "todo" es la base sobre la funciona el sistema de la EC. 

### Desarrollo de la personalidad
De acuerdo con Allport "La personalidad es la organización dinámica de diferentes sistemas psicofísicos que forman a un individuo y determinan sus características, comportamiento y pensamiento". Esta definición implica que la personalidad no es solo una suma de rasgos, uno agregado al otro, sino que los diferentes rasgos se mantienen unidos en una relación especial con el todo. Dinámico implica que la personalidad del individuo está en constante evolución y cambio. De vez en cuando y de una situación a otra, hay cambios en la organización estructural que están influenciados por el concepto de sí mismo.
La educación conductiva busca que los niños con discapacidades desarrollen su personalidad gradualmente, de manera apropiada para su edad. En el sistema de Pető, el individuo no recibe tratamiento, es un participante activo en el proceso de aprendizaje. CE se concibe como una asociación entre educador y alumnos para crear circunstancias de aprendizaje, es un proceso de aprendizaje de todo el día

### Rol del individuo y actividades
Para Pető no es posible restaurar un proceso de aprendizaje que ha sido interrumpido sin la participación activa del individuo, y que consecuentemente los ejercicios o patrones pasivos no pueden cambiar o mejorar la etapa funcional del individuo. 

### Continuidad y consistencia
La educación conductiva requiere de continuidad para reforzar las nuevas habilidades. Una oportunidad para usar la misma habilidad para muchas tareas diferentes también se considera esencial. El sistema tiene que proporcionar posibilidades para que los niños practiquen habilidades emergentes no solo en situaciones de aprendizaje específicas, sino también en las muchas situaciones de interconexión e intermedias en las que consiste la vida. Para lograr esto, CE convierte cualquier parte del día de un niño en una situación de aprendizaje. 

### Modelo interdisciplinario
Pető creía que para proporcionar un tratamiento unificado  el programa debe estar a cargo de profesionales responsables que tengan una formación basada en una misma filosofía y en prácticas relevantes. En lugar de un enfoque multidisciplinario, Pető aplicó un modelo interdisciplinario en el que un solo grupo de profesionales especialmente capacitados es responsable de la planificación e implementación de todo el proceso. 

## Componentes
El sistema de Pető fue creado teniendo en cuenta diferentes facetas de un individuos que están relacionadas entre sí. Los educadores conductivos creen que la educación conductiva funciona solo si se trata al individuo como un sistema unificado, no como un compuesto o una amalgamación.
Como sistema educativo, la educación conductiva tiene siete elementos significativos: grupo, facilitación, rutina diaria, intención rítmica, movilidad, series de tareas y conducción.

## Investigaciones
Un informe sueco de 2000 y una revisión del mismo en el 2003 concluyeron que en literatura de investigación no hay evidencia concluyente ni a favor ni en contra de la efectividad de la educación conductiva. El número limitado de estudios y su baja calidad hicieron que sea difícil tomar decisiones basadas en evidencia sobre la efectividad de este método. 